# Кульганек, Ирина Владимировна
Ирина Владимировна Кульганек (род. 19 сентября 1949, Богородск) — советский и российский учёный-монголовед, переводчик, педагог. Доктор филологических наук. ведущий научный сотрудник Института восточных рукописей РАН.

## Биография
Родилась 19 сентября 1949 года в городе Богородск Горьковской области (ныне Богородский район Нижегородской области).
В 1974 году окончила Восточный факультет (отделение монгольской филологии) Ленинградского государственного университета имени А. Жданова.
С 1978 работает в Институте востоковедения АН СССР (РАН), сначала в должности старшего лаборанта, затем младшего научного сотрудника.
В 1989 году защитила кандидатскую диссертацию по теме «Поэтика монгольских народных песен. По материалам из рукописного фонда ЛО ИВ СССР».
С 1989 в должности научного сотрудника, а с 1998 — старшего научного сотрудника. С 1999 по 2005 заведовала аспирантурой СПбФ ИВ РАН.
С 1992 читает лекции в вузах Санкт-Петербурга по следующим курсам: «История искусства народов Востока», «Монгольский фольклор», «Поэтика монгольского фольклора». Также является руководителем и оппонентом студенческих работ восточного, философского, исторического факультетов СПбГУ.
С 2009 — доктор филологических наук; тема диссертации: «Малые жанры монгольского поэтического фольклора».
Имеет широкий круг научных интересов, среди которых: филология, фольклористика, литературоведение, теория перевода, история науки, архивоведение, культурология, история искусства. Их география также весьма обширна — в неё входят: Центральная Азия, Монголия, Бурятия, Калмыкия, Россия.
Неоднократно участвовала в международных конференциях в Монголии, Китае, России, Англии, Венгрии, Турции, Узбекистане, Кыргызстане, а также в российских конференциях, проходивших в Москве, Элисте, Улан-Удэ, Иркутске, Уфе, Санкт-Петербурге.
Является редактором, составителем, автором предисловия научного журнала «MONGOLICA», выпуски 3,4,5,6 (Санкт-Петербург), членом редакционной коллегии журнала «Quaestions Mongolorum Disputatae» (Япония), научной серии «Письменные памятники народов Центральной Азии» (Калмыкия).
Автор более 50 научных работ. Редактор, рецензент, оппонент более 10 научных сборников, кандидатских и магистерских диссертаций.

## Награды
- В августе 2006 года награждена Правительством Монголии медалью «800 лет образования единого монгольского государства».

## Публикации
1985
- Кульганек И. В. Песенники из монгольского рукописного фонда ЛО ИВ АН СССР // Буддизм и литературно-художественное творчество народов Центральной Азии / Ответственный редактор Р. Е. Пубаев. Новосибирск: «Наука», СО, 1985. Сс. 63-71.

1994
- Mongolica-III. Из архивов отечественных монголоведов XIX — начала XX вв. / Отв. ред. С. Г. Кляшторный. Сост. и автор пред. И. В. Кульганек. СПб., 1994 .

1997
- Kulganek I. Manuscripts and Sound Records of the Mongol-Oirat Heroic Epic «Jangar» in the Archives of St. Petersburg // Manuscripta Orientalia. Vol. 3, No 3, November 1997. P. 8-10.

1998
- Кульганек И. В., Васильев Д. Д. С. А. Кондратьев — Ц.Жамцарано // Mongolica-IV. 90-летию со дня рождения Ц. Дамдинсурэна посвящается / Отв. ред. С. Г. Кляшторный, сост. И. В. Кульганек. СПб., 1998. С. 107—112.
- Кульганек И. В. Рукописи и фонограмзаписи монголо-ойратского героичеаского эпоса в архивах Санкт-Петербурга // Mongolica-IV. 90-летию со дня рождения Ц. Дамдинсурэна посвящается / Отв. ред. С. Г. Кляшторный, сост. И. В. Кульганек. СПб., 1998. С. 23-24.
- Кульганек И. В. Стихи Марины Цветаевой на монгольском языке // Mongolica-IV. 90-летию со дня рождения Ц. Дамдинсурэна посвящается / Отв. ред. С. Г. Кляшторный, сост. И. В. Кульганек. СПб., 1998. С. 85-92.
- Mongolica-IV. 90-летию со дня рождения Ц. Дамдинсурэна посвящается / Отв. ред. С. Г. Кляшторный, сост. И. В. Кульганек. СПб., 1998
- Kulganek I. Mongolian Folklore Materials in the Orientalists Archive at the St. Petersburg Branch of the Institute of Oriental Studies // Manuscripta Orientalia. Vol. 4, No 4, December 1998. P. 52-54.

1999
- Kulganek I. A Mongolian Folk Songs Collection in the St. Petersburg Branch of the Institute of Oriental Studies // Manuscripta Orientalia. Vol. 5, No 2, June 1999. P. 18-26.

2000
- Архивные материалы о монгольских и тюркских народах в академических собраниях России: Доклады научной конференции / Составитель И. В. Кульганек. Ответственный редактор С. Г. Кляшторный. СПб.: «Петербургское Востоковедение», 2000. 160 с.
- Бюллетень Общества востоковедов. Вып. 3: «Каждый мерит мир собственной душой»: Дневник С. А. Кондратьева, участника экспедиции П. К. Козлова в Монголию (1923—1926) / Издание подготовлено Д. Д. Васильевым и И. В. Кульганек. Предисловие И. В. Кульганек. М.: Институт востоковедения РАН, 2000. 281 с.
- Кульганек И. В. Каталог монголоязычных фольклорных материалов Архива востоковедов при СПбФ ИВ РАН. СПб.: Петербургское Востоковедение, 2000 (Архив российского востоковедения, V). 320 с.

2001
- Жамцарано Ц. Путевые дневники:1903-1907 гг. / Отв. ред. Ц. П. Ванчикова. Сост.: В. Ц. Лыксокова, Ц. П. Ванчикова, И. В. Кульганек. Улан-Удэ: Изд-во БЫЦ СО РАН, 2001. 382 с.
- Кульганек И. В. Мир монгольской народной песни. СПб.: «Петербургское Востоковедение», 2001. 224 с. (Orientalia). Ответственный редактор С. Л. Невелева.
- Кульганек И. В. Монгольский песенник из рукописного фонда СПбФ ИВ РАН // Mongolica-V. Посвящается К. Ф. Голстунскому. Составитель И. В. Кульганек. СПб.: «Петербургское востоковедение», 2001. Сс. 103—112.
- Mongolica-V. Посвящается К. Ф. Голстунскому / Отв. ред. С. Г. Кляшторный, сост. И. В. Кульганек. СПб., 2001.

2003
- Mongolica-VI. Посвящается 150-летию со дня рождения А. М. Позднеева / Отв. ред. С. Г. Кляшторный, сост. И. В. Кульганек. СПб., 2003
- Монгольские народные песни / Перевод с монгольского И. В. Кульганек // Mongolica-VI. Посвящается 150-летию А. М. Позднеева. Составитель И. В. Кульганек. СПб.: «Петербургское востоковедение», 2003. Сс. 142—143.

2004
- Монголовед О. М. Ковалевский: биография и наследие (1801—1878) / Научный редактор Р. М. Валеев. Ответственный редактор И. В. Кульганек. Автор предисловия А. Г. Сазыкин. Казань: «Алма-Лит», 2004. 288 с.
- Повесть о Лунной кукушке: Монгольская версия. Факсимиле ксилографа / Предисловие, транслитерация, перевод, комментарий, глоссарий и приложение Д. Н. Музраевой. Ответственный редактор И. В. Кульганек. Элиста: АПП «Джангар», 2004. 576 с. («Письменное наследие народов Центральной Азии», I).

2006
- Жизнь и научная деятельность С. А. Кондратьева (1896—1970): в Монголии и в России / Подгот. текста, предисл., введ., коммент. и указ. Кульганек И. В., Жуков В. Ю. Научный редактор Е. И. Кычанов. СПб.: «Петербургское Востоковедение», 2006. 404+8 с. (Архив Российского востоковедения).
- Россия — Монголия — Китай: Дневники монголоведа О. М. Ковалевского. 1830—1831 гг. / Подготовка к изданию, предисловие, глоссарий, комментарий и указатели P.M.Валеев, И. В. Кульганек. Ответственный редактор А. Д. Цендина. Казань: Изд-во «Таглимат» Института экономики, управления и права, 2006. 104 с.

2007
- Mongolica-VII / Ред. кол.: И. В. Кульганек (председатель), Л. Г. Скородумова, Н. С. Яхонтова. СПб., Петербургское Востоковедение 2007. 144 с.

2008
- Буддийская культура: история, источниковедение, языкознание и искусство: Вторые Доржиевские чтения / Редактор-составитель Ц. А. Самбуева. Ответственный редактор А. О. Бороноев. Научные редакторы: И. В. Кульганек, К. Н. Яцковская, Е. Ю. Харькова. СПб.: «Петербургское Востоковедение», 2008. 368 с.
- Mongolica-VIII: Сборник статей / Ред. кол.: И. В. Кульганек (председатель), Л. Г. Скородумова, Н. С. Яхонтова. СПб.: «Петербургское Востоковедение», 2008. 160 с.

2009
- Буддийская культура: история, источниковедение, языкознание и искусство: Третьи Доржиевские чтения / Ответственный редактор доктор филос. наук, проф. А. О. Бороноев. Ведущий редактор Ц. А. Самбуева. Научные редакторы: канд. филолог, наук И. В. Кульганек, канд. истор. наук Е. Ю. Харькова. Литературный редактор Н. Н. Трофимова. СПб.: «Нестор-История», 2009. 320 с.
- Кульганек Т. В. Малые жанры монгольского поэтического фольклора / Автореферат диссертации на соискание ученой степени доктора филологических наук. СПб., 2009.

2010
- Кульганек И. В. Монгольский поэтический фольклор: проблемы изучения, коллекции, поэтика. СПб.: Петербургское Востоковедение, 2010. 240 с. (Серия «Orientalia»).
- Mongolica-IX: Сборник статей / Ред. кол.: И. В. Кульганек (председатель), Л. Г. Скородумова, Н. С. Яхонтова. СПб.: «Петербургское Востоковедение», 2010. 176 с.

2011
- Носов Д. А. Структура повествования монгольской народной сказки / Автореферат диссертации на соискание степени кандидата филологических наук. Научный руководитель И. В. Кульганек. СПб., 2011. 24 с.